# Obywatel (czasopismo)
Obywatel – ogólnopolskie czasopismo o tematyce społeczno-polityczno-ekologicznej, ukazujące się w latach 2000–2010 (w latach 2000–2001 oraz 2009–2010 jako kwartalnik, w latach 2002–2008 jako dwumiesięcznik). Jego tradycje kontynuuje pismo „Nowy Obywatel”. Redaktorem naczelnym pisma był Remigiusz Okraska.

## Historia i profil czasopisma
Pismo zostało założone przez grupę niezależnych publicystów oraz aktywistów obywatelskich, m.in. działaczy ruchu ekologicznego. W 2002 redakcję tworzyli obok Remigiusza Okraski Barbara Bubula, Rafał Witold Górski, Maciej Muskat, Szymon Surmacz i Olaf Swolkień. Redakcja przyjęła założenie, że w piśmie publikowane będą teksty przedstawicieli różnych ideologii politycznych, pod warunkiem, że dotyczą ważnych problemów społecznych i prezentują stanowisko nowatorskie, wykraczające poza standardowe recepty. Dlatego w „Obywatelu” publikowali między innymi ekolodzy, nacjonaliści, anarchiści, związkowcy, konserwatyści i terceryści. W piśmie opublikowano kilka artykułów autorów związanych z ugrupowaniami uznawanymi za radykalne, co stało się przyczyną wielu oskarżeń ze strony różnych środowisk, łącznie z zarzutami o faszystowski lub skrajnie lewicowy charakter pisma. Bernard Margueritte określił alterglobalistyczną linię pisma jako zbieżną z celami kierowanej przez siebie międzynarodowej organizacji International Communications Forum, zajmującej się etyką w przekazie medialnym i stanowiącej jeden z programów antykomunistycznego ruchu chrześcijańskiego Moral Re-Armament.
Pismo początkowo było związane z ruchem antyglobalistycznym, z czasem starało się raczej stworzyć i promować własną wizję świata. Krytykowało ekonomię neoliberalną, politykę gospodarczą i społeczną rządów polskich, działalność międzynarodowych instytucji finansowych, takich jak Światowa Organizacja Handlu i Bank Światowy oraz modele rozwoju społeczno-gospodarczego oparte na konsumpcjonizmie i drastycznej eksploatacji środowiska naturalnego. Promowało m.in. idee solidaryzmu społecznego, spółdzielczość, rolnictwo ekologiczne, ekonomię społeczną oraz demokrację uczestniczącą, np. w formie rad pracowników oraz aktywizacji społeczności lokalnych.
W piśmie publikowane były wywiady z działaczami społecznymi i ekspertami z różnych dziedzin, reportaże prezentujące inicjatywy na rzecz dobra wspólnego, materiały dyskusyjne; we wcześniejszych numerach ukazywały się ponadto m.in. recenzje teatralne, filmowe i muzyczne. Na łamach pisma gościli tak różni autorzy jak Zygmunt Bauman i Jan Olszewski, Ryszard Bugaj i Zdzisław Krasnodębski, Zbigniew Romaszewski i Stan Tymiński, Tadeusz Kowalik i Rafał A. Ziemkiewicz, Witold Stanisław Michałowski i Piotr Kendziorek, Horst Mahler i Aleksandr Dugin.
Na stronie internetowej pisma prowadzony był serwis informacyjny oraz publikowane komentarze i wywiady na tematy bieżące. Ponadto czasopismo organizowało Festiwale Obywatela – spotkania czytelników, sympatyków, współpracowników i redakcji magazynu z zaproszonymi gośćmi (ludźmi polityki, kultury, społecznikami, aktywistami obywatelskimi), połączone m.in. z projekcjami trudno dostępnych filmów dokumentalnych. W roku 2005 redakcja „Obywatela” zorganizowała w Gdańsku niezależne obchody 25-lecia powstania „Solidarności” – w opozycji do oficjalnych obchodów przygotowanych przez władze państwowe.
Redakcja przystąpiła również do wydawania książek, z których pierwszą był Świat po kapitalizmie. Alternatywy dla globalizacji Davida Kortena w 2002.